# Twice in a Blue Moon
Twice in a Blue Moon è il sesto album in studio del DJ olandese Ferry Corsten, pubblicato nel 2008.

## Tracce
1. Shelter Me – 5:49
2. Black Velvet (feat. Julia Messenger) – 5:43
3. We Belong (feat. Maria Nayler) – 7:58
4. Gabriella's Sky – 7:03
5. Made of Love (feat. Betsie Larkin) – 8:58
6. Radio Crash – 7:20
7. Twice in a Blue Moon – 7:32
8. Feel You (feat. Betsie Larkin) – 5:17
9. Life (feat. Ben Cullum) – 6:15
10. Brain Box – 8:10
11. Shanti – 7:06
12. Visions of Blue – 2:11